# Walter Fiers
Walter baron Fiers (Ieper, 31 januari 1931 – Destelbergen, 28 juli 2019) was een Belgisch moleculair bioloog.
Hij behaalde het diploma van Ingenieur voor de Scheikunde en Landbouwindustrie aan de Universiteit Gent in 1954 en startte zijn onderzoekscarrière als enzymoloog in het laboratorium van Laurent Vandendriessche in Gent. In 1956-57 werkte hij met Heinz Holter in Kopenhagen. In 1960 verkreeg hij een beurs van de Rockefeller Foundation. Bij het California Institute of Technology sluit hij zich als postdoc aan bij de groep van Bob Sinsheimer. Fiers bestudeerde de moleculaire biologie, meer bepaald de fysieke covalent gesloten ring van het viraal DNA van de PhiX-174 bacteriofaag. In 1962 verhuisde Fiers naar Wisconsin om te werken in het laboratorium van de toekomstige Nobelprijswinnaar Gobind Khorana.
Eind 1962 keerde Fiers terug naar België en richtte het Laboratorium voor Moleculaire Biologie van de Universiteit Gent op. Zijn onderzoek omvatte de bacteriofaag MS2. Hij was de eerste die de volledige nucleotide-sequentie van een gen (1972) en van een viraal genoom (1976) vaststelde. In 1978 waren Fiers en zijn team de eersten die de volledige nucleotide-sequentie van SV40 decodeerden. De ontwikkeling van totaal nieuwe procedures en kennis leidde tot de mogelijkheid om bijna elk gen te klonen en deze efficiënt te repliceren in bacteriën of in andere heterologe gastheren.
In 1997 werd Fiers emeritus hoogleraar en het jaar daarop trok hij zich terug uit zijn functie als directeur van het Laboratorium voor Moleculaire Biologie. Samen met Xavier Saelens en hun team zette hij zijn onderzoek voort om een universeel griepvaccin te vinden, gebaseerd op het M2-eiwit op het oppervlak van het influenza A-virus. Het ectodomein van het M2-eiwit blijft ongewijzigd in alle bekende menselijke influenzavirussen, inclusief de stammen die de pandemieën in de vorige eeuw veroorzaakten, waardoor het in aanmerking komt voor een universeel influenza A-vaccin.

## Prijzen
- 1975: De Dr. A. De Leeuw-Damry-Bourlart Excellentieprijs
- 1976: Francqui Prijs voor Exacte Wetenschappen
- 1989: Carlos J. Finlay Prize for Microbiology
- 1989: Artois-Baillet Latour-gezondheidsprijs
- 1991: Robert Kochprijs